# Трансцендентальная диалектика
Трансцендентальная диалектика (нем. Transzendentale Dialektik) — раздел трансцендентальной логики, критикующий притязания рассудка на сверхфизическое применение, которое И. Кант называл метафизическим фиглярством. 
Диалектику вообще Кант называет логикой видимости. В основе трансцендентальной диалектики лежит видимое противоречие трансцендентальных идей, которое раскрывается в четырех антиномиях (2 кн, 2 гл, 5 раздел):
1. Мир конечен или бесконечен в пространстве и времени
2. Существуют или не существуют мельчайшие элементы вещества
3. Обладаем или не обладаем мы свободой
4. Существует или не существует абсолютно необходимое существо (нем. schlechthin notwendiges Wesen), например, Бог

Примечательно, что Кант называет попытку решения этих антиномий в режиме да или нет — трансцендентальной видимостью, а сами дилеммы ложными.

## Трансцендентальная видимость и ее источник
Если Трансцендентальную аналитику Кант называет «логикой истинности», то Трансцендентальную диалектику — «логикой видимости». Истина или видимость находятся не в созерцаемом предмете, а в суждении (мышлении) о предмете. В знании, полностью согласующимся с законами рассудка (то есть, в согласии рассудка с самим собой), не бывает заблуждений; как не бывает их и в чувственности (правда, по другой причине — поскольку чувства не судят, а, значит, не мыслят). Следовательно, источник заблуждений и ошибок следует искать не в чувствах и не в рассудке самих по себе — а в их взаимном влиянии друг на друга, вызывающим отклонения от истинного пути.
Кант различает видимость эмпирическую и трансцендентальную. Первая (например, оптический обман) вызвана, как правило, действием воображения при эмпирическом применении правил рассудка; вторая же влияет на основоположения, не рассчитанных на сферу опыта — и потому опыт не может здесь нам помочь в определении истинности. Именно трансцендентальная видимость уводит за сферу опыта, а значит, сферу применения категорий — и возбуждает надежду на расширение этой сферы.
Причина трансцендентальной видимости заключается в том, что разум содержит в себе правила и принципы своего применения, имеющие вид основоположений — это обстоятельство приводит к тому, что субъективная необходимость объединения понятий в пользу рассудка принимается за объективную необходимость определения Вещей (вещей-в-себе). Трансцендентальная диалектика может разоблачить эту видимость, но она не может добиться того, чтобы она исчезла совсем — ведь перед нами естественная иллюзия, выдающая субъективные положения за объективные.

### О разуме вообще
Разум есть высшая познавательная способность по отношению к рассудку и чувственности. В своем логическом применении разум выступает как способность а) делать опосредованные выводы, б) производить собственные, не зависящие от чувственности и рассудка понятия и основоположения. Рассудок есть способность давать правила познания, разум — способность давать принципы. Рассудок способен создавать единство явлений посредством правил, разум же способен создавать единство правил рассудка по принципам.
Познание из принципов есть такое знание, в котором частное познается в общем посредством понятий. Принцип в абсолютном смысле слова — синтетическое знание из одних только понятий. Всякое умозаключение есть форма вывода знания из принципа: большая посылка дает понятие, благодаря которому все, что подводится под его условие, познается из него согласно принципу. Рассудок такие принципы дать не может, поскольку все его основоположения невозможны априори без отнесения их к возможному опыту. Разум, таким образом, направлен не на опыт (и вообще — не на предмет), а на рассудок, чтобы придать единство его многообразному знанию.
В процессе познания с помощью рассудка, прежде всего, а) мыслится правило, затем б) с помощью способности суждения некое знание подводится под правило, наконец, посредством разума в) знание определяется предикатом правила. Отношение между знанием и его условием (выражаемое большей посылкой как правилом) определяет собой различные виды умозаключений. Таковых может быть только три — по способам, каким выражается отношение знания в рассудке: категорические, гипотетические и разделительные.
Многообразие правил и единство принципов требуются разумом для того, чтобы привести рассудок в полное согласие с самим собой — подобно тому как рассудок подводит многообразное содержание созерцания под понятия и таким образом создает связь многообразного. Однако это основоположение не приписывает никакого закона объектам (ибо, как было сказано, разум не имеет дела с объектами (предметами, вещами), но только с рассудком) — это только субъективный закон управления тем, чем располагает рассудок, закон, требующий сведение чисто рассудочных понятий к как можно меньшему числу их. Последнее не дает нам права требовать что-либо от предметов — в отличие от рассудочных правил, рассмотренных в Трансцендентальной аналитике.
Формально-логический образ действия разума в умозаключениях — как и образ действия рассудка в суждениях — указывает основание трансцендентального принципа в синтетическом познании чистого разума. Необходимо иметь в виду следующее:
1) Умозаключение направлено не на созерцания, а на понятия и суждения. Чистый разум непосредственно относится только к рассудку, а не к предметам. Достигаемое разумом единство — не есть единство возможного опыта. 2) Умозаключение есть не что иное как суждение, построенное путем подведения его условия под общее правило (большая посылка) — поэтому основоположение разума в его логическом применении состоит в подыскивании безусловного для обусловленного рассудочного знания с целью его завершения.
Это логическое правило может сделаться принципом чистого разума только при одном допущении: данность обусловленного необходимо полагает данность и всего ряда его условий, который безусловен сам по себе как целое. Такое положение имеет синтетический характер, так как обусловленное аналитически относится к условию (то есть, может быть выведено априори из него), но не к безусловному. Еще раз обратим внимание, что рассудок никогда не имеет дела с безусловным, но только с обусловленным. Все основоположения, вытекающие из данного принципа имеют трансцендентный характер, а эмпирическое применение его никогда не может быть адекватным ему.

### Понятия чистого разума
Рассудочные понятия (интеллектуальная форма всякого опыта) содержат в себе единство рефлексии о явлениях, поскольку они необходимо должны принадлежать одному возможному сознанию. Им не предшествует никакие априорные понятия о предметах, из которых их можно было бы вывести путем умозаключений. Они сами суть материал для умозаключений.
Понятия разума не ограничивают себя сферой опыта, так как эмпирическое знание составляет в познании чистого разума лишь часть. Понятия разума служат для концептуального познания, рассудочные понятия — для понимания восприятий. Если понятия разума содержат в себе безусловное, то они касаются того, чему подчинен весь опыт (обусловленное), и что само не бывает и не может быть предметом опыта. Разум приходит к безусловному согласно своим заключениям (в том числе и на основе опыта), но само безусловное никогда не входит в эмпирический синтез. Кант называет понятия разума идеями или трансцендентальными идеями.
Таким образом, трансцендентальные идеи определяют согласно принципам применение рассудка в совокупности всего опыта (обусловленное в контексте безусловного (завершенного ряда условий)). Если функция разума состоит во всеобщности знания согласно понятиям, то само умозаключение есть суждение, априори определяемое во всем объеме своих условий. Знаменитое суждение «Кай смертен» вполне может быть получено из опыта, однако в умозаключении оно выступает как определение знания о предмете («Кай смертен») через подведение понятия («Кай человек») под условие, при котором дается предикат, во всем его объеме («Каждый человек (все люди) смертны»). Иными словами, в умозаключении Кай смертен, поскольку он относится к множеству «человек», которое все, без исключения, относится к предикату «смертность». Человек Кай смертен при условии, что все люди смертны.
Таким образом, в умозаключении предикат сперва мыслится во всем своем объеме (Все люди) при определенных условиях, в выводе же этот объем ограничивается понятием из меньшей посылки (Кай). Кай смертен, поскольку смертность это предикат абсолютно любого человека. Невозможно мыслить человека вне этого условия. Следовательно, идея разума есть не что иное как понятие целокупности условий для данного обусловленного, причем вся эта целокупность сама по себе безусловна.
Поэтому, если знание рассматривается как обусловленное, то разум вынужден рассматривать весь ряд условий по восходящей линии, то есть, как завершенный и данный во всей целокупности. Но если знание рассматривается как условие других знаний (следствий) — разуму безразлично, насколько далеко происходит продвижение и вообще, возможно ли завершение ряда в его целокупности, так как вывод достаточно определен своими основаниями (условиями). Итак, со стороны условий ряд должен обладать целостностью — даже если мы не можем эту целостность охватить. Или знание не нуждается ни в каких основаниях, или же этот ряд оснований должен быть полон. Иначе говоря, полнота со стороны условий есть цель разума, поскольку она обеспечивает истинность вывода — тогда как полнота со стороны обусловленного принципиально недостижима (ее поиск уходит в бесконечность выводов), и для познания как такового и не требуется, поскольку истинность всей цепочки задается полнотой первоначального условия.
Еще раз — чистый разум в познании имеет своей целью абсолютную совокупность синтеза на стороне условий (восходящий ряд) — ему нет дела до полноты со стороны обусловленного. Если условие «Все люди смертны» истинно, то истинность вывода будет зависеть только от соблюдения логических правил вывода. Другой вопрос — что именно обеспечивает истинность самого условия. Здесь мы имеем ряд иных условий (например, «все живые существа смертны», «смерть есть прекращение существования, распад, разложение», «все сложные тела разлагаются», «все живые существа суть сложные тела» и т. д. — то, что было в общих чертах сформулировано еще в платоновском «Федоне»), который необходимо должен восходить к абсолютно безусловному.
Следует искать (в соответствии с видами отношений суждений в рассудке — категорическими, гипотетическими и разделительными), таким образом, три идеи чистого разума, три вида безусловного: а) категорического синтеза в субъекте; б) гипотетического синтеза членов ряда; в) разделительного синтеза в системе. Этот синтез реализуется в трех умозаключениях.
Каждое из трех умозаключений приводит к безусловному через просиллогизмы: первый — к субъекту, который не может быть предикатом; второй — к предпосылке, которая не нуждается в иной предпосылке; третий — к агрегату членов деления целого, который не нуждается ни в каком дополнении для завершения этого деления (подобная проблема полноты деления уже возникала в Трансцендентальной аналитике (Аналитика понятий), когда речь шла о категориальном делении рассудочной способности). Эти чистые понятия безусловного необходимы и содержатся в природе человеческого познания — даже если для них нет никакого применения in concreto. Они дают рассудку такое направление, при котором он, стремясь к максимальному расширению, приходил бы к согласию с собой во всех отношениях. Такое безусловное Кант называет абсолютным.
Собственно, основную познавательную задачу разум оставляет рассудку — себе же он оставляет лишь абсолютную целокупность в применении рассудочных понятий, стремясь довести категориальное синтетическое единство до абсолютно безусловного. Таким образом, разум имеет отношение только к применению рассудка, направляя его к достижению безусловного единства — в соединении всех действий рассудка в отношении каждого предмета в абсолютное целое. Он служит рассудку каноном (но — не органоном!) его общего применения.
Итак, чистому понятию разума (идее чистого разума) в чувствах не может быть дан никакой предмет. Всякое опытное знание рассматривается здесь как определенное абсолютной целокупностью условий. Это абсолютное целое — только идея, проблема, не имеющая решения.
С другой стороны, идея практического разума (как и практическое применение рассудка) всегда может быть дана in concreto, хотя и отчасти; она — условие всякого практического применения разума. Ее осуществление всегда недостаточно, но это осуществление находится под влиянием понятия абсолютного совершенства — эта идея служит правилом для всего практического. Идеи разума делают возможным переход от естественных понятий к практическим.
Система трансцендентальных идей. Задача разума — восходить от обусловленного синтеза (в рассудке) к синтезу безусловному. Как было указано, всякое отношение представлений будет трояким а) отношение к субъекту; б) отношение к многообразному содержанию объекта в явлении; в) отношение ко всем вещам вообще (в том числе, Вещам (вещам в себе)). Понятия чистого разума имеют дело не просто с единством представлений — но с единством условий вообще. Следовательно, все трансцендентальные идеи делятся на три класса, содержащих абсолютное безусловное единство 1) мыслящего субъекта (предмет психологии); 2) ряда условий всех явлений (предмет космологии); 3) условий всех предметов мышления вообще (предмет теологии). Таким образом, мы имеем дело с идеями трансцендентальной науки о душе, мире и Боге. Эти науки основаны не на рассудке и не могут из него исходить.
Итак, разум благодаря синтетическому применению той же функции, которая используется для категорических умозаключений, необходимо приходит к понятию абсолютно единого мыслящего субъекта; логические действия разума в гипотетических умозаключениях должны повлечь за собой идею абсолютно безусловного в ряду данных условий; наконец, одна лишь форма разделительного умозаключения должна привести к высшему понятию разума — идее сущности всех сущностей. Объективная дедукция идей разума — в отличие от дедукции категорий — невозможна, поскольку эти идеи не имеют отношения к какому-либо объекту.
Посредством идей разум приводит все знания в систему. Продвижение от самопознания («Как я могу мыслить?») к познанию мира («Как я могу мыслить что-либо (внешнее)?») и через него — к познанию первосущности («Как я могу мыслить обо всем вообще?») для разума совершенно естественно. Если вспомнить сформулированную выше Кантом цель метафизики — три идеи: Бог, свобода, бессмертие — то в этих трех идеях обнаруживается аналогичная связь: второе понятие, связанное с первым, должно приводить к третьему как необходимому выводу.

## Диалектические выводы
Итак, предметом чистой трансцендентальной идеи служит нечто, о чем мы не имеем никакого рассудочного понятия, то есть, понятия. которое можно было бы сделать наглядным в возможном опыте. Это понятие можно назвать проблематическим. Тем не менее, идеи возникают в разуме совершенно необходимо и законно, как следствие умозаключений. Из-за неизбежной в данном случае видимости мы приписываем им объективную реальность. «Это, — замечает Кант, — софистика не людей, а самого чистого разума».
Таких умозаключений, ведущих к трансцендентальным идеям, Кант выделяет три вида. Первый вид — заключение от трансцендентального понятия субъекта (как не содержащего в себе ничего многообразного Я или простой мысли «Я есть» (см.: Трансцендентальная аналитика, Кн. 1, пп. 16-18)) к абсолютному единству самого этого субъекта (душе). Второй вид — от противоречащего самому себе понятия о безусловном синтетическом единстве на одной стороне ряда к правильности противоположного ему единства. Третий вид — от целокупности условий для того, чтобы мыслить предметы вообще (поскольку они могут быть даны) к абсолютному синтетическому единству всех условий возможности вещей вообще, к сущности все сущностей.
Эти диалектические заключения Кант называет паралогизмом, антиномиями и идеалом чистого разума.

### Паралогизмы
Трансцендентальный паралогизм — в отличие от паралогизма логического как простого ложного по форме умозаключения — имеет основания в самой природе человеческого разума. Смысл этого паралогизма в том, что логическое требование разума мышления субъекта, не являющегося предикатом иного субъекта, то есть, абсолютного субъекта (как абсолютной полноты условий категорического умозаключения) принимается за обоснование необходимости существования такого субъекта. Мы мыслим этого абсолютного субъекта в форме суждения «Я мыслю» — то есть, определяя место нашего мышления в познавательной структуре. В контексте мышления Я не может выступать как предикат иного субъекта.
Суждение «Я мыслю» служит связующим звеном для всех понятий вообще — следовательно, оно входит в состав всех понятий — и служит для указания, что всякое мышление принадлежит сознанию. Каким бы чистым оно ни было, оно служит различению двоякого рода предметов — Я как мыслящее существо (предмет внутреннего чувства, душа) и предмет внешнего чувства (тело). Рациональная психология, таким образом, претендует на знание о душе, но знание, которое может быть выведено независимо от всякого опыта. Если к ее предмету примешать опыт, она превратится в психологию эмпирическую.
Топика рациональной психологии такова:
1. Душа есть субстанция.
2. По своему качеству простая (то есть, неделимая).
3. В различные времена своего существования численно-тождественная (то есть, единство, а не множество).
4. Находится в отношении к возможным предметам в пространстве (внешним предметам).
Отсюда возникает остальной понятийный ряд рациональной психологии: нематериальность (предмет только внутреннего чувства), неразрушимость (как простая субстанция), личность (тождественность как интеллектуальной субстанции), духовность (как сумма всех предшествующих понятий). Одушевленность (как принцип жизни в материи), ограниченная духовностью, дает понятие бессмертия.
Однако Я, лежащее в основе рациональной психологии, лишь сознание, сопутствующее всем понятиям, это простое, следовательно, лишенное содержания представление. Посредством этого Я, которое мыслит, представляется как трансцендентальный субъект мысли, который познается только посредством других мыслей, представляющих собой его предикаты; вне этих предикатов мы о Я не знаем ничего. Сознание — не есть представление определенного объекта, но форма представления вообще.
Условие, при котором я мыслю (мышление делается возможным) и которое субъективно, должно быть действительно для всего, что мыслит. Мы необходимо должны априори приписывать мыслящим вещам все свойства, составляющие те условия, при которых мы только и способны мыслить вещь. Все мыслящее, утверждаем мы, обладает теми же свойствами, что и Я. О мыслящем существе я могу иметь представление только на основе самосознания, но не внешнего опыта. Положение я мыслю берется в этом случае (рациональной психологии), однако, только проблематически — не поскольку оно содержит восприятие существующей вещи, а по одной возможности его, дабы посмотреть, какие свойства можно на основании столь простого утверждения приписывать его субъекту. Использование же любого источника помимо чистого cogito приводит в сферу эмпирической психологии и физиологии.
Метод рациональной психологии основывается, следовательно, на паралогизме, выраженном следующим образом: а) То, что нельзя мыслить иначе как субъект, не существует иначе как субъект (следовательно, есть субстанция); б) мыслящее существо нельзя рассматривать иначе как субъект; в) следовательно, оно существует как субъект — то есть как субстанция. В большей посылке речь идет о существе, которое можно мыслить в каком угодно отношении (в том числе, и как данное в созерцании), в меньшей — о том же существе, рассматривающем себя как субъект только в отношении к мышлению и единству сознания (а не к созерцанию). Более того, само мышление здесь берется в разных значениях — как относящееся к объекту вообще и в отношении только к самосознанию, в качестве чистой формы. И если в первом случае речь идет о вещах, во втором случае — только о самом мышлении. Поэтому правильным выводом было бы не утверждение «Я существует не иначе как субъект», но «Мысля свое существование я могу быть только субъектом суждения».
Итак, поскольку положение «Я мыслю» содержит форму всякого рассудочного суждения и сопутствует всем категориям в их синтетической деятельности, то все выводы из этого положения содержат только трансцендентальное применение рассудка. Для познания необходимо определение многообразного созерцания в отношении единства сознания - в этом суть познающего мышления (рассудка). Я познаю себя не потому, что сознаю себя мыслящим (самосознание), но только тогда, когда я сознаю созерцание меня как определенное в отношении мышления (как данное созерцание). Объектом, таким образом, становится не определяющее Я, а определяемое Я — поскольку его многообразное может быть определено в вышеуказанном смысле.
1) Самоочевидное (и даже тавтологическое) положение, что Я есть определяющий субъект судящего (мыслящего) рассудка — и не являющийся при этом предикатом мышления — не означает, что Я как объект составляю самостоятельную сущность (субстанцию).
2) Положение о простоте и единичности субъекта (Я) дано уже в понятии мышления и является аналитическим, но оно не означает, что Я есть простая субстанция, поскольку последнее положение — синтетическое. Понятие субстанции относится только к созерцаниям, которые у нас могут быть только чувственными, а не интеллектуальными.
3) Положение о самотождественности Я также аналитическое, однако это тождество не касается его созерцания, в котором он может быть дан как объект. Это положение не может быть доказано единственно из положения «Я мыслю» — но требует различных синтетических суждениях, нуждающихся в созерцаниях.
4) Отличие существования Я от вещей вне меня — также аналитическое, а не синтетическое положение, поскольку «другие» всегда мыслятся отличными от Я. Однако я не могу из этого получить ответ, возможно это осознание Я без вещей вне меня (см. соответствующий раздел Трансцендентальной аналитики).
«Итак, — заключает Кант, — анализ сознания меня самого и мышления вообще не дает никакого знания обо мне самом как об объекте. Логическое истолкование мышления вообще ошибочно принимается за метафизическое истолкование объекта».
Еще одним доводом Канта становится уже разобранное в Трансцендентальной аналитике (Глава о феноменах и ноуменах) положение, согласно которому понятие вещи, которое может существовать как субъект, а не только как предикат, не заключает в себе объективной реальности. Если понятие желает указать объект, ему необходимо прибегнуть к помощи созерцания. Однако во внутреннем созерцании не дано ничего постоянного (Я есть осознание мышления, а не созерцания). Здесь Кант приводит доказательства против утверждения Мендельсона о постоянстве души.
Итак, в рациональной психологии диалектическая видимость основана на смешении идеи с неопределенным понятием мыслящего существа вообще. Я смешиваю абстрагирование от моего эмпирического существования с мнимым сознанием возможности обособленного от мира существования мыслящего Я и воображаю, будто познаю субстанциональное в себе — в действительности же я всего лишь мыслю единство сознания, лежащие в основе познания и мышления. Таким образом, положение Декарта «Я мыслю, следовательно — существую», по мнению Канта — эмпирическое, а не априорное, поскольку здесь из понятия мыслить не следует понятия быть (и наоборот). Посредством мышления я себя лишь мыслю — но не познаю ни как Вещь, ни как явление.

### Антиномии
Трансцендентальный паралогизм дает только одностороннюю видимость в отношении идеи о субъекте мышления — ведь для противоположного утверждения невозможно найти какую-либо видимость. «Я мыслю» есть основа идеи абсолютного субъекта (субъекта, не являющегося предикатом иного субъекта), идеи, требующей существования соответствующего объекта. Но мыслить свое несуществование (в акте суждения, в акте познания) невозможно — поэтому аналитические принципы здесь на стороне пневматизма.
Иное получается при применении разума к объективному синтезу явлений (то есть, к миру внешних объектов в пространстве и времени) — здесь разум, пытаясь доказать свой принцип безусловного единства, запутывается в противоречиях. Выходом здесь служит либо безнадежный скептицизм, либо догматизм, заставляющий упрямо защищать одну позицию и отрицать другую. И то, и другое Кант называет «эвтаназией чистого разума».
Все трансцендентальные идеи, касающиеся абсолютной целокупности в синтезе явлений именуются Кантом космологическими понятиями. Они являются основоположениями мнимо чистой рациональной космологии.

#### Система космологических идей
Разум, по сути, не создает никаких новых понятий — он лишь освобождает понятия рассудка от фундаментального ограничения, а именно — сферы возможного опыта, в котором только и возможно применение данных понятий. Декларируется это как расширение сферы применения чистых рассудочных понятий за пределы эмпирического — через требование абсолютной целокупности на стороне условий для данного обусловленного («если дано обусловленное, то дан и весь ряд его условий»).
Для подобной трансформации годятся не все категории, а лишь те, в которых синтез образует ряд, причем. ряд подчиненных (субординированных) друг другу условий, поскольку абсолютная целокупность условий требуется восходящему (к исходному началу рассуждений), а не нисходящему (общий вывод всех рассуждений) ряду. Так время, полностью прошедшее до данного момента, необходимо мыслится как данное, хотя и неопределенное. Будущее же время (которое выводится из настоящего) для понимания настоящего совершенно безразлично. Такой синтез в восходящем к безусловному ряду условий Кант называет регрессивным, противоположный — прогрессивным. Космологические идеи, таким образом, занимаются целокупностью регрессивного синтеза.
1. Трансцендентальная идея абсолютной целостности ряда условий для данного обусловленного необходимо относится ко всякому прошедшему времени — все оно мыслится как данное в качестве условия настоящего мгновения. Что же касается пространства, то в нем в указанном смысле нет разницы между прогрессом и регрессом, поскольку в пространстве мы всегда имеем дело с агрегатом, но не рядом. Однако синтез схватывания явлений в пространстве все же происходит во времени, следовательно, содержит в себе ряд, поэтому измерение пространства (прибавление метра к метру, мили к мили). С другой стороны, всякое ограниченное пространство также может рассматриваться как обусловленное — обусловленное другими пространствами, определяющими данное. Таким образом, можно ставить вопрос о целокупности явлений как в пространстве, так и во времени.
2. Реальность в пространстве (материя) есть нечто обусловленное своими частями и частями этих частей etc — ко все более и более отдаленным. Таким образом, и здесь имеется регрессивный синтез, поскольку разум требует полной совокупности условий, достигаемой законченным делением.
3. Категории субстанции и акциденции не подходят для того, чтобы быть основанием трансцендентальной идеи. Нет смысла нисходить к условиям субстанции, так как акциденции координированы и не составляют ряда. То же самое замечание относится и к субстанциям, находящимся в отношении. Таким образом, остается категория причинности, дающая ряд причин для данного действия, в котором возможно восхождение (действие как обусловленное) к причинам как условиям.
4. Понятия возможного, действительного и необходимого не приводят ни какому ряду — кроме того, что случайное должно рассматриваться как обусловленное рядом условий, пока разум не встретит необходимое в полноте и безусловности этого ряда.
Итак, существуют четыре космологические идеи:
- Абсолютная полнота сложения данного целого всех явлений (количественный ряд).
- Абсолютная полнота деления данного целого в явлении (качество).
- Абсолютная полнота возникновения явления вообще (полнота причин данного действия).
- Абсолютная полнота зависимости существования изменчивого в явлении (полнота условий случайного).

Следует иметь в виду, что а) идея абсолютной целокупности касается только показа явлений, а не вещей вообще; б) разум в нисходящем ряду ищет только безусловное, а не иного ряда, независимо от того, может ли этот ряд быть дан в чувственном созерцании (в отличие от сферы чистых понятий, где вместе с обусловленным необходимо дан весь ряд его условий); поэтому в) разум начинает свой путь с идеи целокупности, хотя имеет конечной целью безусловное.
Это безусловное может быть представлено как безусловное целого ряда, в котором все члены обусловлены, и только целое безусловно (бесконечный регресс, поскольку в таком ряду регресс не может быть закончен, а сам ряд не имеет начала), или же как безусловное части ряда, которой подчиняются остальные члены (начало мира (в отношении времени), граница мира (в отношении пространства), простое (в отношении целого), самодеятельность или свобода (в отношении причин), естественной необходимостью (в отношении существования изменчивых вещей)).
Кант считает необходимым использовать два термина — мир и природа. Первый обозначает математическое целое всех явлений и целокупность их синтеза как путем сложения, так и путем деления. Тот же самый мир называется природой в том случае, если рассматривается как динамическое целое — не как агрегат в пространстве-времени (величину), а как единство в существовании явлений (в причинно-следственной связи и обусловленности (случайности) и безусловности (необходимости)). Последнее Кант называет также трансцендентальными понятиями природы.

#### Антитетика чистого разума
Антитетика (в противовес «тетике» — совокупности всех догматических учений) рассматривает общие знания разума с точки зрения их противоречий между собой и причин этих противоречий, то есть, представляет собой исследование антиномий чистого разума, их причин и результатов. Поскольку в разуме мы выходим за пределы возможного опыта, то его положения а) не могут опираться на опыт в качестве подтверждения, но при этом б) не могут опытом опровергаться. Поэтому каждое положение находит в природе разума основание своей собственной необходимости, но и противоположное утверждение обладает точно такими же правами.
Вопросы, возникающие перед чистым разумом таковы: 1) при каких утверждениях антиномии неизбежны; 2) какими причинами они порождаются; 3) возможно ли найти путь к достоверности и каким образом?
Единство разума в одних лишь его идеях — как синтез, подчиненный правилам — должно согласовываться с рассудком, но как абсолютное единство синтеза — и с разумом. Отсюда и возникает противоречие. Если единство синтеза адекватно единству разума, то оно «слишком значительно для рассудка». Если же оно согласуется с рассудком, то оно слишком ничтожно для разума. В этой диалектике, замечает Кант, «всякий раз побеждает та сторона, которой позволено начать нападение, а терпит поражение… та сторона, которая вынуждена только обороняться».
Задача в рамках анализа указанной диалектики заключается не в том, чтобы разрешить спор в ту или иную пользу, а в том, чтобы исследовать, не является ли сам предмет спора пустым призраком, миражом. Этот метод Кант называет «скептическим» — в противовес скептицизму как принципу «искусного и ученого невежества, подрывающего основы всякого знания…».
| Антиномии чистого разума | Антиномии чистого разума |
| --- | --- |
| Первая антиномия | |
| Тезис | Антитезис |
| Мир имеет начало во времени и ограничен в пространстве | Мир не имеет начала во времени и границ в пространстве; он бесконечен и во времени, и в пространстве |
| а) Допустим, что мир не имеет начала во времени. Тогда до всякого момента времени протекает вечность (бесконечный ряд следующих друг за другом состояний). Но бесконечный ряд не может быть завершен, следовательно мир не может прийти к настоящему моменту времени. Следовательно — начало мира есть необходимое условие его существования. б) Допустим, что мир бесконечен в пространстве — как бесконечное множество существующих вещей. Все внешние вещи в пространстве схватываются нами и во времени как простой ряд — «первое, второе, третье…». Но все вещи даются нам (в том числе — и в воображении) в рамках завершенного синтеза — поэтому, чтобы мыслить мир (пространство) как целое, его необходимо рассматривать завершенным, а значит, все бесконечное время перечисления всех вещей как прошедшее. Таким образом, бесконечный агрегат существующих вещей невозможно рассматривать как данное целое, следовательно, как данное одновременно. | а) Допустим, что мир имеет начало во времени. Начало любой вещи предполагает существование, которому предшествует время несуществования вещи — следовательно, начало мира предполагает небытие мира, «пустое время». Но в пустом времени невозможно возникновение чего-либо, так все части такого времени одинаковы и не заключают условий возникновения (иначе, непонятно — почему возникновение происходит именно в этот момент, а не в иной). Поэтому — хотя отдельные вещи могут иметь начало во времени — мир в целом такого начала не имеет. б) Допустим, что мир ограничен в пространстве. В таком случае, он находиться в пустом пространстве — то есть, имеет к этому пространству некоторое отношение. Следовательно, существует не только отношение вещей в пространстве, но и вещей к пространству. Но такое отношение к пустому пространству есть отношение к ничто — и само отношение к ничто есть ничто. Следовательно, мир пространственно неограничен. |
| Вторая антиномия | |
| Тезис | Антитезис |
| Всякая сложная субстанция в мире состоит из простых частей, и вообще существует только простое или то, что сложено из простого | Ни одна сложная вещь в мире не состоит из простых частей, и вообще — в мире нет ничего простого |
| Допустим, что сложные субстанции не состоят из простых частей. Это означает мысленное устранение сложения. В таком случае, устраняется различие между простым и сложным (так как нет ничего простого) — следовательно, не остается ничего, не дано никакой сложной субстанции. Здесь существует дилемма: или сложение нельзя устранить мысленно, или после его устранения должно остаться что-то простое, существующее без сложности. В первом случае сложенное не состояло бы из субстанций, поскольку субстанции существуют самостоятельно, сами по себе, сложение же для них лишь внешнее отношение; в случае устранения сложения все существовало бы лишь в отношении ко всему. Так как это противоречит предположению о существовании сложных субстанций, остается только второй случай. Отсюда следует, что все вещи в мире — простые сущности, а сложение есть только внешнее состояние их. | Допустим, что сложная вещь состоит из простых частей. Так как всякое отношение между субстанциями есть, прежде всего, отношение в пространстве, то пространство, занимаемое сложной вещью, состоит из стольких частей, из скольких состоит сама вещь. Но пространство состоит не из простых частей, а из пространств (см. Трансцендентальная Эстетика). Следовательно, каждая простая часть занимает какое-то пространство. Но все реальное, занимающее пространство, имеет составные части, то есть многообразно (см. там же), то есть — сложно. Таким образом, простое должно быть субстанционально сложно — что невозможно. Второе положение о том, что в мире нет ничего простого означает лишь то, что доказать существование безусловно простого нельзя никаким опытом, следовательно, безусловно простое есть только идея. Если допустить, что в опыте имеется объект, данной идее соответствующий, то это означало бы то, что эмпирическое созерцание какого-либо предмета должно быть познано как простое, то есть, не содержащее в себе ничего многообразного, составные части которого представляют собой единство, но не содержатся друг в друге. Однако из созерцания нельзя заключить о существовании абсолютной простоты. Следовательно, в чувственно воспринимаемом мире нет ничего простого. Последнее исключает простое не только из созерцания сложного, но и из всей природы, поскольку выводится из его отношения к опыту вообще. |
| Третья антиномия | |
| Тезис | Антитезис |
| Причинность по законам природы не есть единственная причинность, из которой можно вывести все явления в мире. Для объяснения явлений необходимо допустить свободную причинность. | Нет никакой свободы, все в мире совершается только по законам природы. |
| Доказательство тезиса Допустим, что нет никакой причинности, кроме причинности по законам природы. Тогда все, что происходит, необходимо предполагает предшествующее состояние, из которого оно следует согласно правилу. Но это же относится и к предшествующему состоянию — оно тоже есть нечто произошедшее, так как если бы оно существовало всегда, то и следствие не возникало бы, а существовало (во времени) всегда. Следовательно, у всякой причины есть своя причина, у нее — своя и т. д. Таким образом, причинный ряд никогда не получает полноты, поскольку в нем мы всегда сталкиваемся со следствием, а не с подлинным началом. Между тем закон природы гласит — ничто не происходит без причины, следовательно взятый в своей неограниченно всеобщности он приводит к противоречию. Следовательно, нельзя допустить, что причинность по законам природы — единственная причинность. Необходимо допустить причинность, которая не является ничьим следствием — абсолютную спонтанность как способность само собой начинать ряд явлений, продолжающийся далее по законам природы. | Допустим, существует свобода (спонтанность) как чистая причина, как способность начинать ряд событий. В таком случае должен не только начинаться сам ряд, но и возникать способность к дальнейшему продолжению этого ряда от причин к следствиям — то есть, чистая причинность сама по себе. Однако «всякое начало действования предполагает состояние еще не действующей причины», а динамически первое начало всякого действия предполагает состояние никак не связанное с предшествующим состоянием той же самой причины, то есть не вытекающее из него, поскольку данное начало не является ничьим следствием. Следовательно, свобода противоположна закону причинности и несовместима с ним. При ее допущении невозможно никакое единство опыта — следовательно, ее нет ни в одном опыте; она лишь пустое понятие мысли. Таким образом, нет ничего, кроме природы, в которой мы должны искать связь и порядок всех событий в мире. Свобода от законов природы есть «освобождение от принуждения», но также и возможность не руководствоваться никакими правилами вообще //Или мы хотим найти законы природы — и тогда мы сами должны следовать законам и правилам; или мы хотим свободы, но тогда мы должны допустить свободу от правил и законов и для природы тоже// Если бы свобода определялась законами, она была бы уже не свободой, а только природой. Последнее заставляет рассудок углубляться все дальше в бесконечный причинно-следственный ряд, обещая в итоге полное и законосообразное единство опыта. Свобода же сразу обещает дойти до конечного звена в цепи причин, но так как она слепа — она обрывает руководящую нить правил и законов, без которой единство опыта невозможно |
| Четвертая антиномия | |
| Тезис | Антитезис |
| К миру принадлежит как часть его (или как его причина) безусловно необходимая сущность | Нигде — не в мире, ни вне его — нет никакой абсолютно необходимой сущности как его причины |
| Чувственно воспринимаемый мир как целое содержит в себе ряд изменений. Любое изменение предполагает условие, условия — свои условия и, таким образом, ряд вплоть до абсолютно безусловного, абсолютно необходимого. Но это необходимое само должно принадлежать к чувственно воспринимаемому миру. Если допустить противоположное, то получается невозможное — ряд изменений получил от него начало, но само начало оказывается вне этого ряда и вне времени вообще, тогда как начало ряда во времени определяется тем, что предшествует ему во времени. Следовательно, начало ряда необходимо мыслить во времени — то есть, как явление, как часть чувственно воспринимаемого мира. | Предположим, что сам мир есть необходимая сущность (или — в мире есть необходимая сущность). В таком случае в ряду изменений (причин-следствий) появилось бы изменение без причины — что противоречит динамическому определению явлений во времени. С другой стороны, сам ряд, не имея необходимого начала, как целое можно помыслить как безусловное целое, но и в таком случае начало действования исходной причины должно находиться во времени (как и начало любого действия), то есть, в совокупности явлений, в мире, а не вне его. |